# Тхаи Руампхаланг
«Тхаи Руампхаланг» (тайск. พรรคไทรวมพลัง, ранее известная как «Пхыа Тхаи Руампхаланг») — тайская политическая партия, основанная 25 октября 2021 года.

## История

Логотип партии в 2021–2024 годах

Партия «Пхыа Тхаи Руампхаланг» была официально зарегистрирована 25 октября 2021 года Васаватом Пуангпонсри и Вичаем Джитпитаклертом, который стал лидером и первым секретарём партии.
15 мая 2022 года Васават подал заявление об отставке, в результате чего остальные члены исполнительного комитета партии также ушли в отставку. В тот же день партия «Пхыа Тхаи Руампхаланг» провела общее собрание для избрания нового исполнительного комитета партии. Собрание единогласно решило избрать Васавата Пуангпонсри следующим лидером партии.
На парламентских выборах в 2023 году партия «Пхыа Тхаи Руампхаланг» выдвинула 19 кандидатов по партийным спискам и 2 кандидатов по округам в провинции Убонратчатхани (округа 3 и 10). В результате победу одержали оба кандидата выдвинутых по округам. 18 мая 2023 года лидер «Движения вперёд» Пита Лимджароенрат объявил о формировании восьмипартийной коалиции, в которую вошла «Пхыа Тхаи Руампхаланг». В результате парламентского голосования, Пита Лимджароенрат не был избран премьер-министром и очередь формировать перешла партии «Пхыа Тхаи», которая покинула коалицию и сформировала свою. «Пхыа Тхаи Руампхаланг» также вошла в новую консервативную коалицию под руководством «Пхыа Тхаи».
В 2024 году партия сменила логотип, а также приняла новое название — «Тхаи Руампхаланг».

## Электоральные результаты

### Парламентские выборы
| Выборы | Получено всего мест | По партийным спискам | По партийным спискам | По партийным спискам | По округам | По округам | По округам | Изменения                                     | Лидер кампании      |
| Выборы | Получено всего мест | Голосов              | Доля                 | Мест                 | Голосов    | Доля       | Мест       | Изменения                                     | Лидер кампании      |
| ------ | ------------------- | -------------------- | -------------------- | -------------------- | ---------- | ---------- | ---------- | --------------------------------------------- | ------------------- |
| 2023   | 2 из 500            | 66 830               | 0,18%                | 0                    | 94 345     | 0,25%      | 2          | ▲2 места; Младший партнёр в правящей коалиции | Васават Пуангпонсри |